# Communauté de communes du canton de Baugé
La communauté de communes du Canton de Baugé est une ancienne communauté de communes française située dans le département de Maine-et-Loire et la région Pays de la Loire.
Elle se situe dans la région du Baugeois et fait partie du syndicat mixte Pays des Vallées d'Anjou.
L'intercommunalité rassemblait à la fin de 2015 dix communes (dont deux communes nouvelles créées en 2003, totalisant sept anciennes communes devenues communes déléguées dans ces communes nouvelles et qui étaient déjà membres de la communauté de communes) sur 268 km2.
Elle a été supprimée le 1er janvier 2016 lors de l'extension du territoire de la commune nouvelle de Baugé-en-Anjou à toutes les autres communes membres de la communauté.

## Composition
La communauté de communes du canton de Baugé regroupe dix communes, :
| Nom                           | Code Insee | Gentilé          | Superficie (km2) | Population (dernière pop. légale) | Densité (hab./km2) |
| ----------------------------- | ---------- | ---------------- | ---------------- | --------------------------------- | ------------------ |
| Baugé-en-Anjou (siège)        | 49018      | Baugeois         | 268,16           | 11 861 (2014)                     | 44                 |
| Bocé                          | 49031      | Bocéens          | 16,01            | 624 (2013)                        | 39                 |
| Chartrené                     | 49079      | Chartrénéens     | 3,79             | 52 (2013)                         | 14                 |
| Cheviré-le-Rouge              | 49097      | Cheviréens       | 35,96            | 961 (2013)                        | 27                 |
| Clefs-Val d'Anjou             | 49101      | Cléfois          | 53,57            | 1 313 (2014)                      | 25                 |
| Cuon                          | 49116      | Cuonnais         | 13,13            | 608 (2013)                        | 46                 |
| Échemiré                      | 49128      | Échemiréens      | 16,98            | 595 (2013)                        | 35                 |
| Fougeré                       | 49143      | Fougeréens       | 24,18            | 776 (2013)                        | 32                 |
| Le Guédeniau                  | 49157      | Guédaniellissois | 18,10            | 357 (2013)                        | 20                 |
| Saint-Quentin-lès-Beaurepaire | 49315      | Saint Quentinois | 7,51             | 291 (2013)                        | 39                 |

## Géographie
La communauté de communes du canton de Baugé se situe au nord-est du département de Maine-et-Loire, dans le Baugeois, autour de la ville de Baugé-en-Anjou.
Sa superficie est de plus de 268 km2 (26 825 hectares), et son altitude varie de 27 mètres (Fougeré) à 104 mètres (Cheviré-le-Rouge), pour une altitude moyenne de 57 mètres.

## Historique
La communauté de communes du Canton de Baugé a été créée en 1995, par arrêté préfectoral du 23 décembre 1994.
Jusqu'en décembre 2012, l'intercommunalité compte quinze communes. Le 1er janvier 2013, les cinq communes de Baugé, Montpollin, Pontigné, Saint-Martin-d'Arcé et Le Vieil-Baugé se regroupent pour former la commune nouvelle de Baugé-en-Anjou. À la même date, les communes de Clefs et Vaulandry se regroupent également, et forment la commune nouvelle de Clefs-Val d'Anjou. La communauté de communes se compose dès lors de dix communes, et ses statuts s'en trouvent modifiés.
En 2014, un projet de fusion de l'ensemble des communes de l'intercommunalité se dessine. Le 29 avril 2015, le conseil communautaire se prononce en faveur du projet de commune nouvelle constituée des 15 communes déléguées de Baugé, Montpollin, Pontigné, Saint-Martin-d'Arcé, Le Vieil-Baugé, Clefs, Vaulandry, Bocé, Cuon, Chartrené, Cheviré-le-Rouge, Le Guédeniau, Échemiré, Fougeré, Saint-Quentin-lès-Beaurepaire. Le 18 mai, les conseils municipaux de l'ensemble des communes du territoire communautaire votent la création d'une commune nouvelle au 1er janvier 2016. L'arrêté préfectoral est signé le 10 juillet et porte sur la création au 1er janvier 2016 de la commune nouvelle de Baugé-en-Anjou, unissant les sept communes déléguées des anciennes communes nouvelles de Baugé-en-Anjou et de Clefs-d'Anjou, et les huit anciennes communes devant communes déléguées de Bocé, Chartrené, Cheviré-le-Rouge, Cuon, Échemiré, Fougeré, Le Guédeniau et Saint-Quentin-lès-Beaurepaire.
La création de la commune nouvelle  au 1er janvier 2016 emporte suppression de la communauté de communes et de tous autres EPCI sans fiscalité propre dont toutes les communes membres en 2015 sont devenues en 2016 des communes déléguée dans la commune nouvelle, à laquelle sont transférées toutes les compétences de l'ancienne communauté de communes et des autres anciens EPCI. De plus la commune nouvelle se substitue aux anciennes communes dans tous les autres EPCI sans fiscalité propre auxquels aurait adhéré certaines communes membres de l'ancienne communauté de communes.

## Politique et administration

### Compétences
Domaines d'intervention de l'établissement public de coopération intercommunale (EPCI) CC Canton de Baugé :
- aménagement de l'espace communautaire, dont schéma de cohérence territoriale ;
- développement économique, dont gestion des zones d'activité d'intérêt communautaire ;
- aménagement et entretien de la voirie d'intérêt communautaire ;
- protection et mise en valeur de l'environnement, collecte des déchets, gestion d'un refuge intercommunal animalier ;
- assainissement, gestion d'un service public d'assainissement non collectif ;
- action sociale d'intérêt communautaire ;
- logement et cadre de vie, gestion d'un espace destiné à l'accueil des gens du voyage ;
- équipements culturels, scolaires et sportifs d'intérêt communautaire ;
- enfance et jeunesse ;
- lutte contre l'incendie.

### Finances
Comptes du groupement à fiscalité propre (GFP) CC Canton de Baugé :
| Chiffres clés                             | En milliers d'Euros | En euros par habitant | Chiffres 2007 |
| ----------------------------------------- | ------------------- | --------------------- | ------------- |
| Total des produits de fonctionnement (A)  | 4 483               | 376                   | 4 478         |
| Total des charges de fonctionnement (B)   | 4 060               | 340                   | 4 100         |
| Résultat comptable (R=A-B)                | 423                 | 35                    | 378           |
| Total des ressources d'investissement (C) | 1 144               | 96                    | 1 554         |
| Total des emplois d'investissement (D)    | 1 185               | 99                    | 2 391         |
| Capacité d'autofinancement                | 623                 | 52                    | 658           |
| Encours de la dette au 31/12              | 5 058               | 424                   | 3 297         |
| Annuité de la dette                       | 532                 | 45                    | 376           |

| Fiscalité locale                                                        | Taux    |
| ----------------------------------------------------------------------- | ------- |
| Taxe d'habitation                                                       | 8,91 %  |
| Foncier bâti                                                            | 8,53 %  |
| Foncier non bâti                                                        | 13,96 % |
| Foncier non bâti (taxe additionnelle)                                   | 0,00 %  |
| Cotisation foncière des entreprises (fiscalité additionnelle)           | 7,84 %  |
| Cotisation foncière des entreprises (fiscalité prof. unique ou de zone) | 19,44 % |

### Présidence
Le siège de la communauté de communes est fixé à Baugé-en-Anjou. Elle est administrée par un conseil de communauté composé de délégués élus par les conseils municipaux des communes adhérentes. Le conseil désigne un bureau pour traiter les affaires courantes, composé d'un président, de cinq vice-présidents et d'un membre par commune non représentée dans les fonctions de président et de vice-président.
| Période | Période | Identité          | Étiquette | Qualité                                                                              |
| ------- | ------- | ----------------- | --------- | ------------------------------------------------------------------------------------ |
| 1995    | 2001    | Pierre Guibert    | PS        | Maire de Saint-Martin-d’Arcé (1989 → 2005) Conseiller général de Baugé (1992 → 2004) |
| 2001    | 2008    | Guy Delépine      | DVD       | Maire de Baugé (1995 → 2008)                                                         |
| 2008    | 2014    | Michel Renault    | DVD       | Maire de Clefs (2002 → 2012) puis de Clefs-Val-d'Anjou (2013 → 2015)                 |
| 2014    | 2015    | Philippe Chalopin | DVD       | Maire de Baugé-en-Anjou (2013 → ) Conseiller général de Baugé (2011 → 2015)          |

## Population

### Démographie
| 2003 | 2006   | 2009   | 2012   | 2015 |
| ---- | ------ | ------ | ------ | ---- |
| -    | 11 054 | 11 608 | 11 833 | -    |

### Logement
On comptait en 2009, sur le territoire de la communauté de communes, 5 781 logements, pour un total sur le département de 360 144. 83 % étaient des résidences principales, et 67 % des ménages en étaient propriétaires.

### Revenus
En 2010, le revenu fiscal médian par ménage sur la communauté de communes était de 16 158 €, pour une moyenne sur le département de 17 632 €.

## Économie
Sur 976 établissements présents sur l'intercommunalité à fin 2010, 26 % relevaient du secteur de l'agriculture (pour 17 % sur l'ensemble du département), 7 % relevaient du secteur de l'industrie, 10 % du secteur de la construction, 43 % du secteur du commerce et des services (pour 53 % sur le département) et 14 % de celui de l'administration et de la santé.